# La verità sul caso Motta
La verità sul caso Motta è un romanzo del 1937 di Mario Soldati.
È un romanzo sperimentale, parodia di varie forme narrative, dal romanzo giallo al racconto surrealista, al thriller psicologico. Viene fatto inoltre rientrare nelle opere precorritrici della fantascienza italiana tra le due guerre.
Il romanzo è stato tradotto in francese, rumeno e portoghese.

## Storia editoriale
Il romanzo fu pubblicato per la prima volta a puntate sul settimanale Omnibus di Leo Longanesi tra aprile e giugno del 1937. L'opera venne riedita, con alcuni ritocchi, per la prima volta in volume nella collana di Longanesi Il Sofà delle Muse nel 1941; in seguito è stata più volte riedita e tradotta in francese, rumeno e portoghese.

## Trama
Il giovane avvocato milanese Gino Motta scompare misteriosamente durante un soggiorno marino a Levanto (La Spezia). Motta si trova nelle profondità sottomarine dove si è unito a una sirena, che lo ha rapito e lo trattiene con una forte attrazione erotica. Riapparirà mesi dopo, deluso anche dall'oceano e dall'amore, tanto cambiato dall'esperienza da essere pressoché irriconoscibile e, scambiato per un barbone, viene rinchiuso in un manicomio.

## Accoglienza e critica
La pubblicazione de La verità sul caso Motta fu accolta favorevolmente da alcuni intellettuali dell'epoca. Secondo Cesare Garboli, «quando uscì La verità sul caso Motta, […] Savinio e Landolfi […] si complimentarono con Soldati e lo abbracciarono come uno di loro, come un fratello». La critica contemporanea evidenziò anche l'originalità dell'opera: Beniamino Dal Fabbro, recensendola nel 1941 sul settimanale Primato, la definì «un racconto straordinario, con la sua premessa scientifica o pseudoscientifica, e con un'abile messinscena documentaria» (creata ad arte con pseudo trafiletti di giornale).
In sede internazionale, La verità sul caso Motta è stata analizzata come esempio di "thriller psicologico" in studi come l'Encyclopedia of Contemporary Italian Culture ed è stata oggetto di approfondimenti tematici sulla letteratura fantastica italiana nel lavoro di Katherine Jeanne Noson.

## Edizioni
- Mario Soldati, La verità sul caso Motta, in Omnibus, a puntate, Longanesi, aprile-giugno 1937.
- Mario Soldati, La verità sul caso Motta: romanzo seguito da cinque racconti, collana Il Sofà delle Muse, Milano, Rizzoli, 1941.
- Mario Soldati, La verità sul caso Motta, collana Fuori collana, Milano, Garzanti, 1957.
- Mario Soldati, La verità sul caso Motta, collana Oscar 101, Milano, Arnoldo Mondadori, 1967.
- Mario Soldati, La verità sul caso Motta, a cura di Salvatore Silvano Nigro, collana La memoria, Palermo, Sellerio, 2004, ISBN 9788838919459.

### Edizioni in altre lingue
- (RO) Mario Soldati, Adevărul asupra cazului Motta, traduzione di Laura Dragomirescu, Bucarest, Editura Tineretului, 1969.
- (PT) Mario Soldati, O Caso Motta, Lisboa, Arcádia, 1979.
- (FR) Mario Soldati, La Vérité sur l'affaire Motta, collana Le Promeneur, traduzione di Nathalie Bauer, Parigi, Gallimard, 2003.